# Пауло Бая
Пауло Енріке Сілва Рібейро (порт. Paulo Henrique Silva Ribeiro), більш відомий як Пауло Бая (порт. Paulo Baya, нар. 26 липня 1999, Мараба) — бразильський футболіст, нападник клубу «Флуміненсе».

## Ігрова кар'єра
Народився 26 липня 1999 року в місті Мараб. Вихованець клубу «Каскавел». У дорослому футболі дебютував 2020 року виступами за цю команду, в якій провів один сезон, взявши участь у 16 матчах Серії D. У складі був одним з головних бомбардирів команди, маючи середню результативність на рівні 0,44 гола за гру першості. Надалі з початку 2021 року грав на правах оренди за «Ванфоре Кофу», «Аваї» і «Брускі».
10 січня 2023 року підписав контракт з «Прімаверою». Після завершення чемпіонату штату, у червні його віддали у клуб «Понте-Прета» з Серії B. Згодом також грав на правах оренди за «Гояс» та «Флуміненсе».

## Статистика виступів

### Статистика клубних виступів
Станом на 25 листопада 2024
| Сезон             | Команда           | Чемпіонат         | Чемпіонат | Чемпіонат | Національний кубок | Національний кубок | Національний кубок | Континентальні кубки | Континентальні кубки | Континентальні кубки | Інші змагання | Інші змагання | Інші змагання | Усього | Усього | Усього |
| Сезон             | Команда           | Ліга              | Ігор      | Голів     | Ліга               | Ігор               | Голів              | Ліга                 | Ігор                 | Голів                | Ліга          | Ігор          | Голів         | Ігор   | Голів  |        |
| ----------------- | ----------------- | ----------------- | --------- | --------- | ------------------ | ------------------ | ------------------ | -------------------- | -------------------- | -------------------- | ------------- | ------------- | ------------- | ------ | ------ | ------ |
| 2020              | «Фк Каскавель»    | ЛП+D              | 11+16     | 3+7       |                    | -                  | -                  |                      | -                    | -                    |               | -             | -             | 27     | 10     |        |
| 2021              | «Ванфоре Кофу»    | Дж2               | 6         | 0         | КЯ                 | 1                  | 1                  |                      | -                    | -                    |               | -             | -             | 7      | 1      |        |
| 2022              | «Аваї»            | ЛК                | 8         | 0         | КБ                 | 1                  | 0                  |                      | -                    | -                    |               | -             | -             | 9      | 0      |        |
| 2022              | «Брускі»          | B                 | 18        | 0         |                    | -                  | -                  |                      | -                    | -                    |               | -             | -             | 18     | 0      |        |
| 2023              | «Прімавера»       | ЛП2               | 11        | 3         |                    | -                  | -                  |                      | -                    | -                    |               | -             | -             | 11     | 3      |        |
| 2023              | «Понте-Прета»     | B                 | 24        | 2         | КБ                 | 0                  | 0                  |                      | -                    | -                    |               | -             | -             | 24     | 2      |        |
| 2024              | «Гояс»            | ЛГ+B              | 13+33     | 10+6      | КБ                 | 3                  | 0                  |                      | -                    | -                    | КВ            | 3             | 1             | 52     | 17     |        |
| Усього за кар'єру | Усього за кар'єру | Усього за кар'єру | 140       | 31        |                    | 5                  | 1                  |                      | -                    | -                    |               | 3             | 1             | 148    | 33     |        |